# Rose City (Texas)
Rose City é uma cidade localizada no estado norte-americano de Texas, no Condado de Orange.

## Demografia
Segundo o censo norte-americano de 2000, a sua população era de 519 habitantes.
Em 2006, foi estimada uma população de 515, um decréscimo de 4 (-0.8%).

## Geografia
De acordo com o United States Census Bureau tem uma área de
4,5 km², dos quais 4,5 km² cobertos por terra e 0,0 km² cobertos por água.

## Localidades na vizinhança
O diagrama seguinte representa as localidades num raio de 16 km ao redor de Rose City.